# إيفان كوارنتا
إيفان كوارنتا (بالإيطالية: Ivan Quaranta)‏ مواليد 14 ديسمبر 1974 في لومبارديا، إيطاليا، هو دراج إيطالي سابق.

## سجل النتائج

### سباقات أو مراحل فاز بها
- طواف إيطاليا

## روابط خارجية
- إيفان كوارنتا على موقع الاتحاد الدولي للدراجات (الإنجليزية)
- إيفان كوارنتا على موقع أرشيف الدراجات (الإنجليزية)
- إيفان كوارنتا على موقع إحصائيات الدراجات الإحترافية (الإنجليزية)
- إيفان كوارنتا على موقع نسبة الدراجات (الإنجليزية)
- إيفان كوارنتا على موقع CycleBase (الإنجليزية)